# 18 Pułk Ułanów (Cesarstwo Niemieckie)
18 pułk ułanów  ( 2 Saksoński ) (niem. Ulanen-Regiment Nr. 18)  – pułk kawalerii niemieckiej okresu Cesarstwa Niemieckiego.

## Charakterystyka
Pułk został sformowany 1 kwietnia 1867. Stacjonował w Lipsku . Wchodził w skład XIX Korpusu Armijnego .

 Wiosną 1914 był w strukturze 24 Brygady Kawalerii z 24 Dywizji Piechoty.
W wyniku mobilizacji, w sierpniu 1914 pułk osiągnął gotowość bojową i w składzie 24 Dywizji Piechoty z XIX Korpusu Armijnego został wysłany na front zachodni.